# Gare d’Oloron-Sainte-Marie
Gare d’Oloron-Sainte-Marie – stacja kolejowa w Oloron-Sainte-Marie, w departamencie Pireneje Atlantyckie, w regionie Nowa Akwitania, we Francji.
Jest stacją Société nationale des chemins de fer français (SNCF), obsługiwaną przez pociągi TER Aquitaine.